# 英國航空5390號班機事故
英國航空5390號班機是英國航空一條由英国伯明翰前往西班牙馬拉加的定期航班。1990年6月10日，飛機的駕駛室中其中一塊擋風玻璃脫落，機長的上半身被吸出機外，失去意识。但副机长等机组人员和地面指挥人员的努力，航機安全降落於英國南安普敦，而且機長亦奇蹟般生還。

## 事故經過

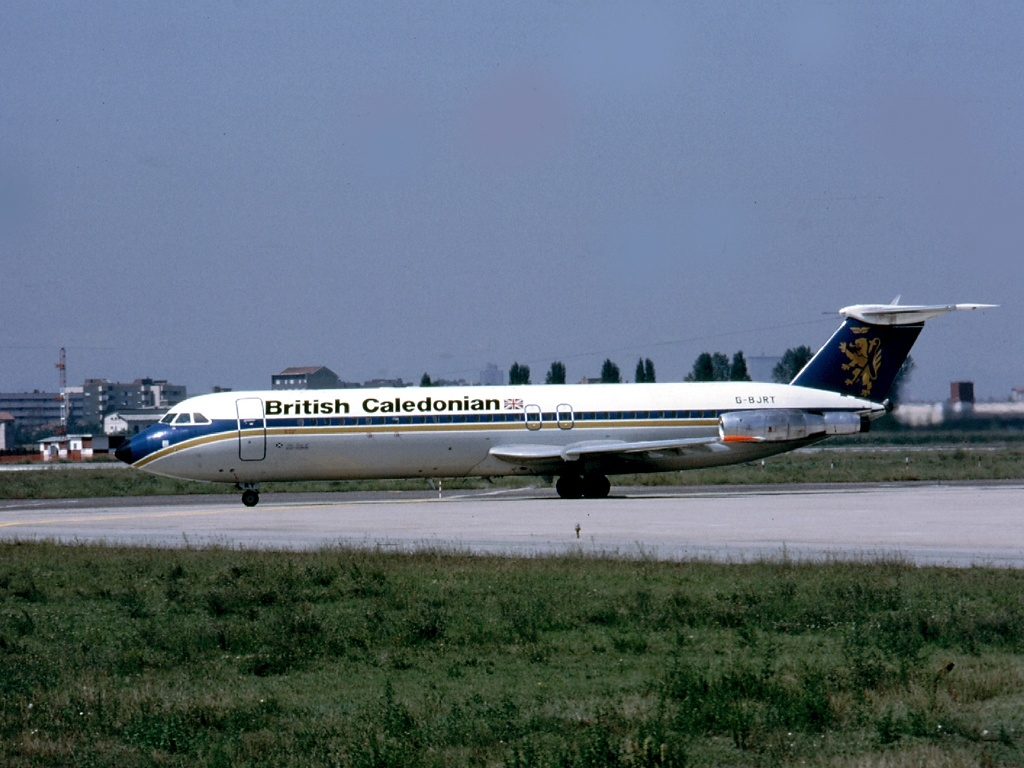
涉事客机仍服役于英国金狮航空时在米兰连尼治机场（1987年）

當天的5390航班由正机长蒂姆·蘭開斯特（Tim Lancaster）及副機長亞力斯戴·艾奇森（Alastair Atchison）負責。飛機機型是英國航太生產的BAC-111，機身編號G-BJRT。於當地時間早上7時20分起飛，載著81名乘客及連駕駛員在內共6名機組人員。飛機起飛程序由艾奇森負責，直至飛機爬升至設定高度，才轉由機長蘭開斯特負責往後航段。飛機到達指定高度後，正副機長都鬆開了肩部安全帶，蘭開斯特甚至松开了腰部的安全带。7時33分，飛機爬升至17,300呎的高度，位置於牛津郡迪德科特（Didcot）上空，機組員準備用餐。突然駕駛室發出巨響，位於駕駛室左侧靠近正機長位置的擋風玻璃脫落，机长蘭開斯特受氣流冲击，上半身被卷出駕駛室，腳部卡在控制盤上，而且无意中停掉了自动驾驶系统。驾驶室在高空失壓，駕駛室門也被压力冲开，砸在控制台和無線電上，压迫控制杆，使飞机加速俯冲，客艙內的紙和雜物全被湧進駕駛室中。這時，飛機的高度急劇下降，客艙內一片恐慌。空中服務員奥格登（Nigel Ogden）立即上前死死抓住蘭開斯特的腰带。另一位空服員普莱絲（Susan Price）及其他空服員則安慰受驚的乘客，並收拾凌亂的機艙。此时，蘭開斯特在機艙外面對著冰冷低溫、稀薄的空氣及時速每小時500公里强风的衝擊下，明顯已失去意識。
艾奇森開始進行緊急迫降，重新開啟了自動駕駛系統，控制飞机加速来到11,000英尺的高度，这里氧气充足，而且不会与别的飞机相撞，然后减速到300km/h，及向塔台宣告進入緊急狀態。但强风令艾奇森聽不清楚塔台的回覆，拖延了迫降的时间。而一直抓着蘭開斯特的空服員奥格登，此時已经凍傷、擦伤，筋疲力尽，别的空服员接替了他，把兰开斯特的脚固定在椅背上，此时蘭開斯特又被风往外卷了6-8英寸。从驾驶室透过飞机左前方的玻璃能看到他的头和胳膊在不停地撞击机身，眼睛睁得大大的，却眨也不眨，大家都认为他已经死了。艾奇森命令不能放开蘭開斯特，不然蘭開斯特的身体可能卷入发动机，导致发动机空中停车，飞机就会坠毁。艾奇森最後收到塔台給予優先降落許可，降落於南安普敦機場。降落困难很大，因为艾奇森是机组里的新人，和大家不熟悉，而且紧急降落程序手册被风吹走了，他只能凭借记忆一个人完成这一切，然而他成功了。7時55分，航機平稳降落於02跑道上，乘客立即撤離，機長蘭開斯特立即被送往當地醫院。

## 傷者
蘭開斯特被送往南安普敦綜合醫院（Southampton General Hospital），他的身體多處受傷。包括凍傷、割傷，及撞擊引致身體多處骨折。當時摟著蘭開斯特的空服員奧格登則有脸部和左眼冻伤及手臂脱臼。機上其他人沒有受傷。
事故發生後不足半年，蘭開斯特恢复工作。後來他到了英航退休年齡55岁从英航退休。現時，他在另一間英國航空公司易捷航空（EasyJet）服務。

## 調查

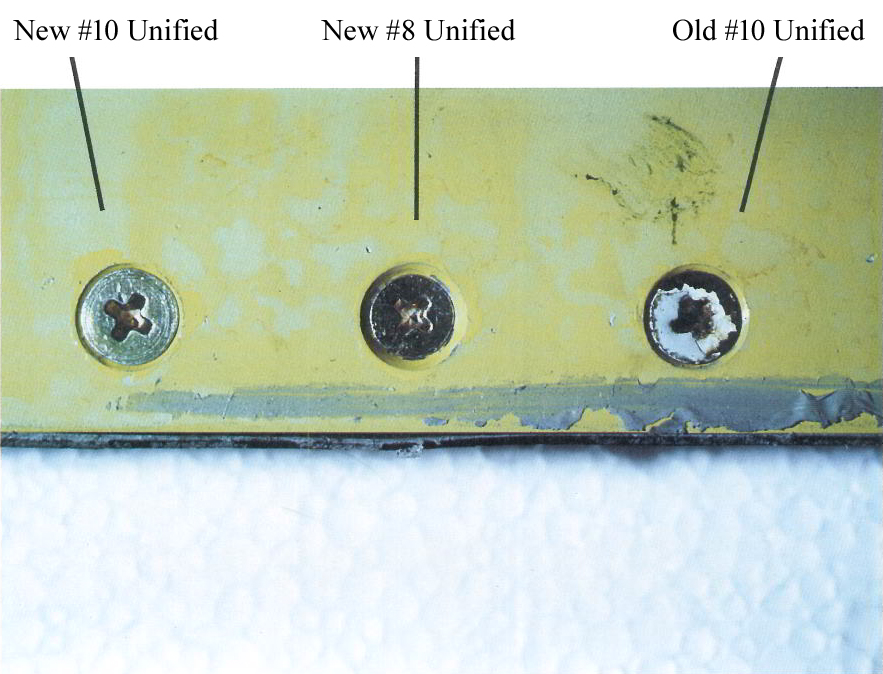
G-BJRT风挡上正确与错误的螺钉对比

事故調查員發現，該飛機於出事前27小時曾被更換擋風玻璃，而且由维修主管确认。但90顆擋風玻璃固定螺絲釘中的84顆的直徑比设计規格细0.026英寸（0.66）；而其餘的6顆的長度則比设计規格短0.1英寸（2.5）。調查員发现维修者在更換擋風玻璃的时候也换了螺丝钉，旧的螺絲釘偏短，但仍然能够固定而且四年来没有出问题。維修者沒有參考飛機的維修手册使用标准的螺丝，而是按照“使用相同螺丝”的原则直接去材料室找螺丝，用肉眼和旧螺丝比较，黑暗中他找到了错误的更细的螺丝。而且维修时候的工作台不够高，使他未能察觉螺丝不合适。飞机升到高空时，機艙內外的氣壓差很大，螺丝承受不了这么大的压力，导致挡风玻璃脱落。這次事件亦令人關注到飛機擋風玻璃的設計瑕疵：挡风玻璃是从飞机外安装，相对从飞机内固定而言，这会使螺栓承受更大的力量，如果从机身内安装，大部分压力将作用于窗框而非螺栓。
調查員批評英航位於伯明罕國際機場的夜班維修部門，因他們沒有按照英航的維修程序，並使用了不合規格的零件。同時，他們也發現英航的維修程序亦存在缺點：飛機維修完畢後，他們沒有一個獨立部門負責檢驗及確認。最後，調查局亦譴責伯明罕國際機場管理層，並沒有好好監督維修部門的工作手法。

## 表彰
副机长艾奇森以其英雄般的行为被授予女王空中服务价值奖和英国民航最高奖——北极星奖。

## 記錄片
事件被輯製成加拿大电视节目的《空中浩劫》第二季第一集的「Blow Out」，并在國家地理頻道播出。

## 航班号
BA5390这个航班号现时并非由英航营运，而是用于特使航空营运且与英航代码共享的由德梅因国际机场飞往芝加哥奥黑尔国际机场的航班（MQ3460）。

## 網路傳說
在中國《羊城晚报》心灵驿站板块中，署名牧徐徐的作者以此事故为基础撰写了一篇心灵鸡汤風格的小说《84名乘客的生死表決》，文中描述了84名機上乘客举手表決是否要将机长丢出窗外而最终无一人同意的感人过程，机长因而获救，也使飞机免于坠毁。此文流传甚广，逐渐成为網路謠言，但很多细节都为杜撰，并不符合历史实情。有資深機長表示，由於事故牵涉航空安全，當時如果放開機長就有可能導致機長被引擎吸入，而導致引擎損毀，副機長要考慮的不只是人道問題，所以不可能交由非專業的乘客表決處理，且機組人員與塔台的通訊記錄以及事件調查報告都沒有提及有關內容，推斷有關说法纯屬杜撰。

### 书籍
- The Official AAIB Report
- 航空交通管制員在意外後的報告
- Aviation-safety.net對意外叙述 （页面存档备份，存于）
- 空服員柯登(Nigel Ogden)的個人報告 （页面存档备份，存于）